# 乙女チックラブコメ
乙女チックラブコメ（おとめチックラブコメ）は、1970年代から1980年代までの日本の少女漫画で、少女趣味的でロマンチックな恋愛漫画の一群、乙女チック・ラブコメディーを略した通称。乙女チックロマコメ（ロマンチックコメディー）、乙女チックラブロマ（ラブロマンス）、おとめちっくマンガといった呼び方もある。
中心イメージ的には、軽く柔らかいデザイン的線の絵柄と、自己肯定感のある日常的世界観とが一体となったセンスをもつ。または匂わせる。
特に『りぼん』（集英社）誌上で活躍した陸奥A子、田渕由美子、太刀掛秀子の3作家に人気があった。当初は陸奥A子のキャッチコピーに「乙女ちっく」の語が用いられたものが、その後田渕、太刀掛らの総称にも使われるようになる。『りぼん』側もこのネーミング（誌上では「おとめちっく」とひらがなで書かれることが多かった）を積極的に作品イメージの押し出しに用いていた。アイビーまんがという呼び方もされた。

## 作家と作品
1970年頃の里中満智子・一条ゆかり・池田理代子・萩尾望都らのドラマチックなストーリーの漫画に対し、『りぼん』で1970年に田渕由美子、1972年に陸奥A子がデビューし、柔らかいタッチの絵柄で、アイビー風のファッションや、日常的な会話、小物などを取り入れた、読者である少女達と等身大の感性が表された恋愛漫画を描き、徐々に人気を集めた。陸奥A子は1974年「たそがれ時に見つけたの」、田渕由美子は1975年「マルメロ・ジャムをひとすくい」などで特色を現す。太刀掛秀子は1973年にデビュー、コメディー要素はさほど多くなく、1975年「P.M.3:15 ラブ・ポエム」などが人気となる。他に1972年デビューの篠崎まこと、佐藤真樹らもこの路線で活躍。それぞれ1980年代前半頃まで同誌の人気作家として活動した。続いて、小椋冬美、高橋由佳利なども同路線でデビューするが、徐々に独自の個性を発揮していった。これらの作品は読者に支持される一方で、内気、ドジ、容姿のコンプレックスなどの性格を持ちながら、男の子に好きだと言われるという自己肯定的な展開、また編み物、手作りお菓子、洋風の出窓といった小物類、眼鏡を外すと美形、白馬の王子様が現れるのを信じている、登校中の曲がり角で転校生と衝突といったお決まりのギャグなどの、ステロタイプ化されたイメージも育てていった。
『りぼん』誌上でこうした作品が人気を得たのは、同誌がふろく付き雑誌であったことが大きい。各号につけられるふろくにおいて、陸奥・田渕・太刀掛たちは、ふろくのイラストとして、作品のキャラクターとは別の、人物画や風景画を作画していた。大塚英志は著書（参考文献(1)）や、田渕作品の文庫本の解説のなかで、これらのイラストによって喚起される風景は、1980年代の消費社会を予告したものだと述べている。
『りぼん』以外の雑誌でのこの傾向の作品としては、大島弓子が『少女コミック』（小学館）で1975年「いちご物語」、『月刊セブンティーン』（集英社）で1977年「バナナブレッドのプディング」などを発表。『週刊マーガレット』（同）では岩館真理子、『別冊マーガレット』（同）ではくらもちふさこなどが活躍。『りぼん』と近い年代を読者層とする『なかよし』（講談社）にはたかなししずえなどがいたが、全体には少ない。少年的な主人公でありながら同様の自己肯定性を持つ高橋亮子「つらいぜ!ボクちゃん」（1974年）も『少女コミック』で人気があった。
同時期の『りぼん』ではラブコメディーとして、弓月光、金子節子、山本優子、坂東江利子らも人気作家だったが、乙女チック路線とは見なされていない。また『りぼん』出身で同じように柔らかな絵柄のしらいしあいは、少女のリアルな性を扱った作品を『セブンティーン』で発表し、一世を風靡した。

## 発生の背景
これらのマンガは、1960年代の反体制的要素を持つサブカルチャーを、それより若い世代が私的な世界に読み替えた若者・少女文化の一端ともとらえられ、1969年｢おくさまは18歳」による「かわいい」の表層化に続き、1970年創刊の雑誌『an・an』や、1960年代後半からのサンリオショップを始めとしたファンシーグッズ、1973年創刊の『詩とメルヘン』などのイラストポエム、まる文字の発生などの流れの中で、音楽においては荒井由実などによる私的世界を歌ったニューミュージックの発生と並行したものとされる（参考文献(5)）。
70年頃の『りぼん』誌上では、一条ゆかり、もりたじゅん、樹村みのりなどが、24年組作家と並行して革新的な作品を発表し、同誌の読者層である小中学生から遊離する傾向にあったのに対し、これらの乙女チック作家は旧来の少女向けの作風に戻す動きだったという見方もある。（参考文献(1)）。

## 影響
これらの作家は、橋本治など男性読者も多く引きつけた。橋本は『花咲く乙女たちのキンピラゴボウ』で陸奥に一章を割いてその作風を論じ、夢枕獏は文春文庫で自らが編集した少女マンガのアンソロジーに太刀掛作品を収録している。このころ、早稲田大学には、少女マンガ研究のサークルとして「早稲田おとめちっくクラブ」が存在した。のちの女優石井めぐみ（早稲田おとめちっくクラブ創設者）、ジャーナリスト勝谷誠彦、小学館編集者となった八巻和弘らが所属していた。
宮台真司らは「乙女チック」が、従来の少女のための代理体験もの「大衆小説的な少女漫画」に対し、「私」をめぐる関係性モデルとしての「私小説・中間小説的な漫画」であるとし、1977年以後の新人類文化の先駆けと位置づけている（参考文献(5)）。また、これ以後の等身大の女性を描く少女漫画の流れにつながるとする見方もある。（参考文献(6)）
ラブコメのブームは数年遅れで少年漫画誌にも伝播し、柳沢きみお「翔んだカップル」（『少年マガジン』1978年）を先駆けとして人気となった。
『りぼん』誌上での、漫画家近況欄や、作品中のネームの一部に用いられた丸っこい手書き文字は、しらいしあい、大矢ちきらから始まり、陸奥、田渕らにも使われて、「丸文字（変体少女文字）」として広まって行った。（参考文献(1)）
ただし成長したリアルタイム世代の女性から、古いタイプの女性像の刷り込みなどの批判もあった。（参考文献(6)）
また、男性同士の恋愛をテーマにしたボーイズラブにも大きな影響を与えている。耽美で背徳的な「JUNE」と異なる、明るくポップな流れを同人誌で作った同人サークルえみくり（漫画・イラスト担当のえみこ山と小説担当のくりこ姫）は、自分たちの作品を「男と男の『りぼん』」（陸奥A子や田渕由美子の活躍した「乙女ちっく」時代の『りぼん』）であるとしており、福田里香は、手をつないだだけでドキドキするような物語を男と男でやるというところに、えみくりの「突然変異的な発想の飛躍」があると評している。